# Протасов, Леонид Ильич
Леонид Ильич Протасов (1934—1997) — токарь Кировского машиностроительного завода имени XX партсъезда Министерства авиационной промышленности СССР. Герой Социалистического Труда.

## Биография
Родился в 1934 году на территории современной Кировской области. Русский.
Окончил ремесленное училище. С 1950 года работал учеником токаря, а затем токарем на заводе № 32 Министерства авиационной промышленности СССР (в 1957—1962 годах — Кировского, а в 1962—1965 годах — Волго-Вятского совнархоза) в городе Киров, который в конце 1950-х годов получил открытое наименование — Кировский машиностроительный завод имени XX партсъезда (с 1979 года — Кировское машиностроительное производственное объединение имени XX партсъезда, ныне — АО «Вятское машиностроительное предприятие „Авитек“»).
Служил в Советской Армии. После увольнения из Вооружённых сил вернулся на завод.
Являлся одним из лучших токарей предприятия. Первым на заводе применил метод скоростной обработки металла — силовое резание по методу В. Колесова и добился тройного увеличения производительности труда.
Организатор бригады, работающей на один наряд, одной из лучших на предприятии.
Отдел технического контроля (ОТК) завода доверял ему сдавать продукцию без проверки. Длительное время работал наставником в учебно-производственном комбинате.
Указом Президиума Верховного Совета СССР («закрытым») от 26 апреля 1971 года за выдающиеся заслуги в выполнении пятилетнего плана 1966—1970 годов и создание новой техники Протасову Леониду Ильичу присвоено звание Героя Социалистического Труда с вручением ордена Ленина и золотой медали «Серп и Молот».
Депутат Верховного Совета РСФСР 9-го созыва (1978—1980). Делегат XXV съезда КПСС (1976).
С 2001 года — на пенсии.
Жил в Кирове. Умер в 2007 году. Похоронен в Кирове Кировской области.

## Награды
- Золотая медаль «Серп и Молот» (26.04.1971);
- Орден Ленина (26.04.1971)
- Орден Трудового Красного Знамени (29.03.1976)
- Медаль «За трудовую доблесть»
- Медаль «В ознаменование 100-летия со дня рождения Владимира Ильича Ленина» (6 апреля 1970)
- Медали ВДНХ СССР
- и другими

## Память
28 сентября 2018 года в Кирове на АО «ВМП „АВИТЕК“» открыта мемориальная доска Л. И. Протасову.